# Putstraat (Sittard)

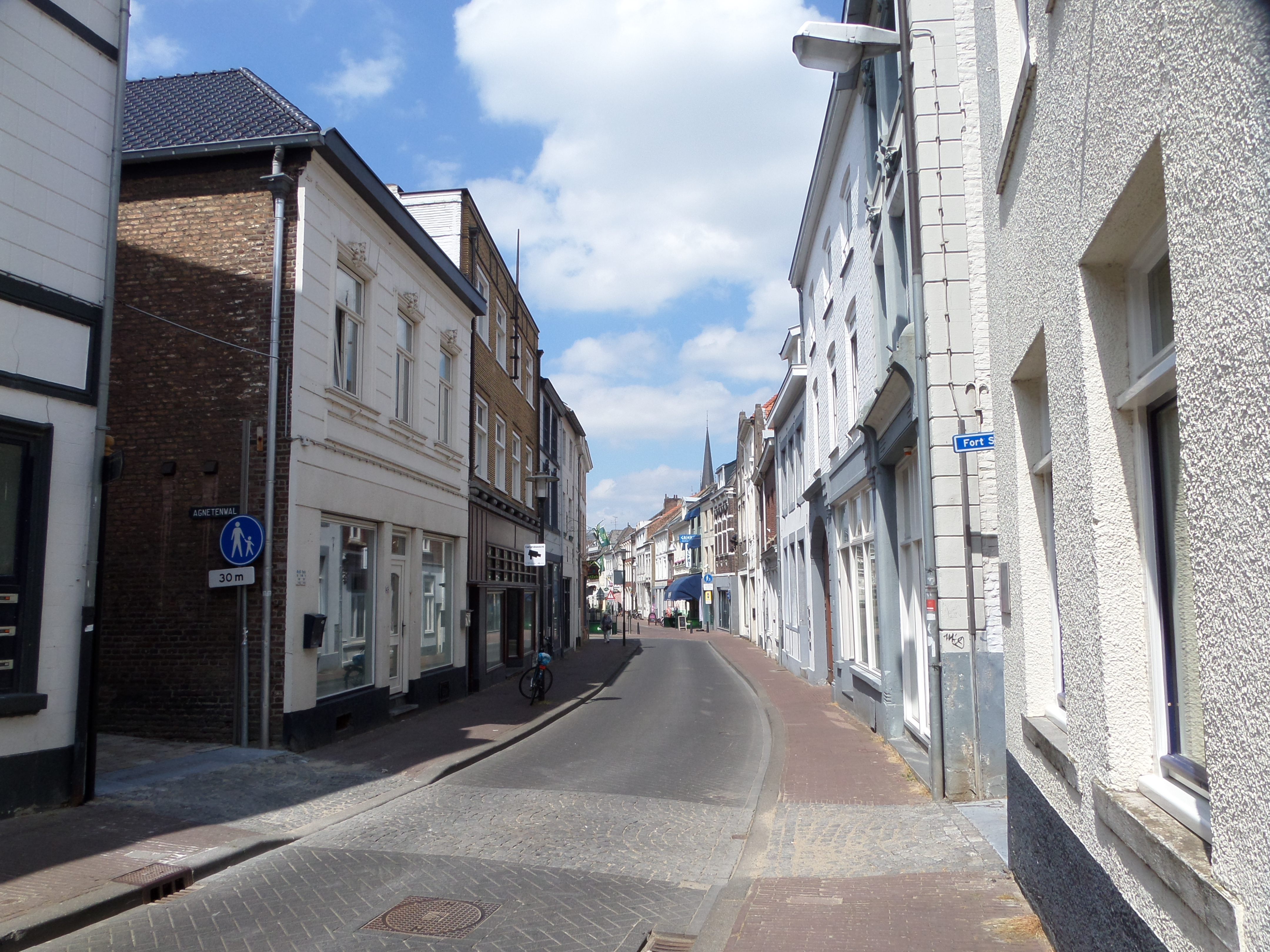
Ter hoogte van de Agnetenwal/Fort Sanderbout

De Putstraat is een straat in het centrum van de Nederlandse stad Sittard. De Putstraat verbindt de Markt met de Kollenberg en is een van de oudste straten van Sittard. Het is een gemengde woon- en winkelstraat, waaraan een groot aantal monumentale panden ligt.

## Geschiedenis
De naam Putstraat verwijst naar de Putpoort, een middeleeuwse stadspoort aan de toenmalige oostelijke uitvalsweg richting het Rijnland. Deze stadspoort vormde indertijd een van de slechts drie toegangen tot de vestingstad. Toen Sittard begin 19e eeuw zijn functie als vestingstad verloren had, werd de Putpoort gesloopt. Hierna werden er voor het eerst huizen buiten de stadswallen gebouwd.
Samen met de Limbrichterstraat maakte de Putstraat deel uit van een belangrijke middeleeuwse oost-westverbinding. Tot de aanleg van de Engelenkampstraat bleef zij nog lange tijd een van de belangrijkste invalswegen van de stad vanuit het oosten en later ook vanuit het zuiden. Langs de straat vestigden zich vele handelaars en ambachtslieden.
De straat heeft haar doorgaande functie inmiddels verloren en is nu deels geherstructureerd tot winkelpromenade, vanaf de Markt tot aan de Plakstraat.

## Beschrijving
De circa 350 meter lange Putstraat ligt binnen het beschermd stadsgezicht van Sittard en kent een groot aantal historische panden met bijzondere gevels in verschillende stijlen. Binnen de wallen bevinden zich enkele goed bewaarde 17e- en 18e-eeuwse woning- en winkelpanden, waarvan sommige nog van een koetspoort zijn voorzien. Ook buiten de wallen treft men waardevolle panden aan uit de 19e en begin 20e eeuw. Van alle panden in de Putstraat zijn er 25 aangewezen als rijksmonument en 8 als gemeentelijk monument. Daarmee is de Putstraat na de Limbrichterstraat de straat met de meeste stadsmonumenten.
Zijstraten zijn de Paardestraat, Plakstraat en de Pullestraat. Ook de voetpaden over de wallen (Agentenwal en Fort Sanderbout) sluiten aan op de Putstraat.